# گل‌محمدلی، گران‌بوی
گل‌محمدلی (به ترکی آذربایجانی: Gülməmmədli) یک منطقهٔ مسکونی در جمهوری آذربایجان است که در شهرستان گران‌بوی واقع شده‌است.

## جمعیت
گل‌محمدلی ۲۷۳ نفر جمعیت دارد.